# Фасберг
Фасберг (нем. Faßberg) — община в Германии, в земле Нижняя Саксония.
Входит в состав района Целле. Население составляет 6858 человек (на 31 декабря 2010 года). Занимает площадь 102 км².
| Год  | Население |
| ---- | --------- |
| 1990 | 6506      |
| 1995 | 6804      |
| 2000 | 7045      |
| 2005 | 7274      |
| 2010 | 6914      |